# Рабиев, Мухамед Мухамеджан
Мухаммад Мухамеджан Рабиев (узб. Muhammad Muhamedjan Rabiev) (2 мая 1913, Самарканд, Российская империя — 19 мая 1983) — советский и таджикский актёр, драматург и сценарист, Заслуженный деятель искусств Таджикской ССР (1964), Член Союза кинематографистов СССР (1962), Член Союза писателей СССР (1963—83).

## Биография
Родился 2 мая 1913 года в Самарканде. В 1929 году вступил на обучение на курсах связи в Самарканде, который он окончил в 1931 году, в том же году поступил на рабфак связи в Ташкенте, который он окончил в 1933 году. С 1936 по 1938 год играл в труппе Хорогского музыкально-драматического театра, также он там ставил спектакли и какое-то время даже возглавлял театр. В 1941 году во время начала ВОВ был мобилизован в армию и направлен на фронт, где являлся связистом и командиром роты связи 13-го погранотряда и прошёл всю войну, за что был награждён медалями. В год начала ВОВ занялся также театральной деятельностью. Писал сценарии к фильмам, писал балетные либретто для балетных постановок, писал одноактные пьесы для творческих коллективов художественной самодеятельности. Его сценариями заинтересовались в крупнейших театрах и некоторые театры ставили спектакли по его сценариям. В 1961 году вошёл в состав киностудии Таджикфильм в качестве сценариста и работал там фактически до смерти.
Скончался 19 мая 1983 года, спустя 17 дней после празднования своего дня рождения.

## Фильмография

### Актёр
- 1972 — Ураган в долине — Джахонгир.

### Сценарист
- 1961 — Зумрад
- 1963 — Первое признание
- 1983 — На перевале не стрелять!